# Torre degli Ubriachi
La torre degli Ubriachi (o degli Obriachi, ma detta anche di Parte Guelfa) è una scomparsa torre di Firenze, già situata all'incrocio tra via de' Bardi e via de' Guicciardini, a pochi passi dal ponte Vecchio.
La torre appariva nell'elenco redatto nel 1901 dalla Direzione Generale delle Antichità e Belle Arti, quale edificio monumentale da considerare patrimonio artistico nazionale.

## Storia

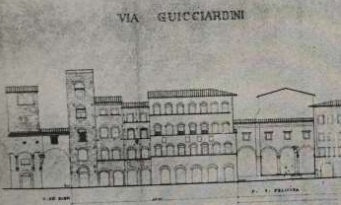
La torre (seconda a sinistra) in un rilievo di via Guicciardini prima delle distruzioni belliche

Gli Ubriachi erano una famiglia ghibellina menzionata dal 1173, che emigrarono in Veneto dopo la battaglia di Benevento e si estinsero a Venezia nel 1436. Essi erano banchieri (Dante li citò nell'Inferno tra gli usurai, XVII, 61-63), ma anche artigiani della lavorazione del legno e dell'avorio, impiantando a Venezia la celebre manifattura veneziana della Bottega degli Embriachi.
La torre degli Ubriachi risaliva al XIII secolo e faceva parte del sistema difensivo del ponte assieme a numerose torri, delle quali oggi restano, su questo lato, solo la torre dei Mannelli e quella dei Rossi-Cerchi. Essa sorgeva in una zona al tempo povera, chiamata "Borgo Pitiglioso", cioè "pidocchioso", dalla quale si dipartivano le "coste" cioè le strade collinari. Fu confiscata più volte a seguito della vittoria dei Guelfi, quindi concessa parzialmente nel 1279 in affitto dai Capitani di Parte Guelfa a Berlinghiero Jacopi. Successivamente era entrata a far parte delle proprietà dei Ridolfi di Ponte. Originariamente era isolata a sud da un vicolo (chiasso della Parte) chiuso in tempo successivo. Nel Cinquecento venne attraversata dal Corridoio vasariano. Così la descriveva Guido Carocci nel suo Illustratore fiorentino del 1903: «Questa torre, attraversata dal Corridore che mette in comunicazione Palazzo Vecchio al Palazzo già di Pitti, è scapezzata come tutte le altre e, pur serbando l'antico paramento a filaretto di pietra, ha subito notevoli alterazioni per l'apertura di finestre che in antico non vi erano. Ha sulla sua facciata uno stemma coll'aquila che opprime il drago, insegna della parte Guelfa». 
Tuttavia essa è stata confusa fino a tempi recentissimi con l'esistente torre dei Rossi d'Oltrarno, simile per aspetto e posizione, ma collocata in posizione più arretrata, afferente al palazzo di quella famiglia in piazza Santa Felicita 1. La torre degli Ubriachi infatti era perfettamente in asse con il tracciato originario di borgo San Jacopo, leggermente più inclinato verso sud di oggi, e quindi posta a filo del precedente tracciato delle vie, esattamente dirimpetto alla torre dei Mannelli (con il cavalcavia in asse con la parete occidentale di quest'ultima, e non arretrato come oggi), come si vede in alcune immagini storiche. Ne consegue che la torre doveva trovarsi sulla carreggiata dell'attuale via dei Bardi. 
Essa fu gravemente danneggiata dalle esplosioni delle mine dei tedeschi in ritirata nella notte fra il 3 e il 4 agosto 1944, e nel settembre del 1944 fu del tutto demolita dagli alleati per le precarie condizioni statiche delle murature superstiti.